# Entente sportive blanquefortaise (club omnisports)
 (mai 2025).
Si vous disposez d'ouvrages ou d'articles de référence ou si vous connaissez des sites web de qualité traitant du thème abordé ici, merci de compléter l'article en donnant les références utiles à sa vérifiabilité et en les liant à la section « Notes et références ».
L'Entente sportive blanquefortaise est un club omnisports français fondé en 1971.

## Histoire
L'« Entente Sportive Blanquefortaise » est créée en 1971 sous la présidence d'Emile Miart, ancien joueur de football (un stade porte désormais son nom à Blanquefort) et avec l’appui matériel et financier de la municipalité. L’Entente Sportive Blanquefortaise est un club omnisport, pratiquant de nombreuses disciplines. L’E.S.B. est composée de 26 associations sportives.
En 1992, l’E.S.B. emménage dans 10 rue Jean-Moulin à Blanquefort et, en 1993, les sections de l’ESB Omnisports deviennent Association loi de 1901, les associations deviennent financièrement et juridiquement responsables.
Alors que l'équipe masculine de football, qui n'a jamais réussi à percer au niveau national, évolue en Division d'Honneur, la section féminine atteint pour la première fois de son histoire la Division 2 en 2008, après quatre années passées en troisième division et deux titres de championnes d'Aquitaine obtenu en 2003 et 2004. L'équipe fanion du club évolue au stade Jean-Pierre-Delhomme.
La section féminine devient la section féminine du Football Club des Girondins de Bordeaux en juillet 2015,.

## Section football

### Palmarès
Maillots
Le palmarès de l'ES Blanquefortaise comporte quatre championnats d'Aquitaine et cinq coupes d’Aquitaine.
Le tableau suivant liste le palmarès du club actualisé à l'issue de la saison 2011-2012 dans les différentes compétitions officielles au niveau national et régional.
| Équipes masculines | Équipes féminines | Équipes de jeunes           |
| Néant              | - Division d'Honneur d'Aquitaine (4) - Champion : 2003, 2004, 2010, 2011. - Coupe d’Aquitaine (5) - Champion : 1992, 2006, 2007, 2008, 2010. | Votre aide est la bienvenue |

### Entraîneurs
- Juin 1999-nov. 2000 :  Laurent Croci
- 2013-2014 :  Michel Pavon